# پیمان اکبری
پیمان اکبری (زاده ۱ آبان ۱۳۵۶ در هرسین)بازیکن سابق تیم ملی والیبال مردان ایران و مربی اهل ایران است.

## فعالیت

### به عنوان مربی
اکبری از ۲۰سالگی مربیگری والیبال را در مسابقات آموزشگاهی آغاز نمود. مربی باشگاهی را نیز از باشگاه بانک تجارت کرمانشاه شروع نمود. پیمان اکبری در سال ۱۳۷۳ برای نخستین بار به تیم ملی جوانان ایران دعوت شد و در سال ۱۳۷۶ به تیم ملی بزرگسالان راه یافت و در مدت ۱۱ سال متوالی مقام قهرمانی بازی های المپیک  و مقام سومی مسابقات قهرمانی آسیا و بدون هیچ عنوان شخصی رضایت داد.

### به عنوان دستیار
پس از پایان این مسابقات پیمان اکبری سرمربی پیکان تهران شد. او تیم قهرمان و آماده پر افتخارترین مربی تاریخ ایران مصطفی کارخانه را تحویل گرفت و در همان سال اول مربیگری قهرمانی لیگ برتر والیبال ایران ۱۳۸۹، قهرمانی جام باشگاه‌های آسیا ۲۰۱۱ اندونزی که ششمین قهرمانی پیاپی پیکان در این مسابقات بود و کسب عنوان ارزشمند سومی باشگاه‌های جهان را از آن خود کرد. اما پس از این عنوان درخشنده تیم پیکان برای چند سال افت شدیدی تحت مربیگری پیمان اکبری را سپراند. او یک دهه بعد با تیم شهرداری ارومیه به مقام دومی لیگ برتر والیبال ایران در سال ۱۳۹۹ رسید.
او در رده سرمربیگری تیم ملی امید ایران، قهرمان اولین دوره مسابقات قهرمانی امید زیر ۲۳ سال آسیا ۲۰۱۵ در میانمار شد.
پس از کنار گذاشتن او از تیم ملی والیبال ایران در سال ۲۰۲۱ توسط ولادمیر آلنکو به مربیگری تیم سابق خود پیکان تهران گماشته‌است. او در جریان قهرمانی والیبال جوانان جهان۲۰۲۳ که در آن تیم ملی والیبال ایران به عنوان قهرمانی دست یافت به عنوان مربی فنی تیم فعالیت کرد.